# Guillaume de Patris
Pour les articles homonymes, voir Patris.
Guillaume de Patris est un homme d’Église, né à Rodez vers 1535 et mort à Bédarrides en 1580.

## Biographie
Il est le cadet de quatre enfants de Guillaume de Patris et de Jeanne de Nattes de la Calmontie. Son père est issu d’une famille que l’on suit dans le Comtat Venaissin à partir du XVe siècle ; sa mère est membre de la famille de Nattes, enracinée dans le Rouergue, et dont le membre le plus connu est Bérenger de Nattes, qui a participé à chasser les Anglais de Rodez en 1367 mais ceci est contesté.
Il est député du diocèse de Rodez à l'assemblée générale du clergé de France en 1567, mais il quitte bien vite sa province natale pour suivre son mentor le cardinal Georges d'Armagnac dans de nombreuses missions diplomatiques, le secondant notamment dans l'administration du Comtat Venaissin au plus fort des guerres de religion. Il est officiellement nommé, sur l'insistance du cardinal pour lui succéder à cette fonction honorifique, abbé de Lagrasse le 11 mai 1579, et ce pour le remercier de ses loyaux services. Il dirige la même année les négociations aboutissant à la signature du traité de Nîmes, dans le but de pacifier le Comtat ; déjoue dans le même temps une conspiration du maréchal de Bellegarde contre le diocèse de Rodez. Ces activités politiques attirent la jalousie de quelques-uns, et après avoir échappé à une tentative d'assassinat par Monseigneur Barles en mai 1579, il finit par succomber à un coup de poignard en juin 1580, probablement sur l'instigation de Dominique Grimaldi, avec l'assentiment de Grégoire XIII.